# Richard Pearse

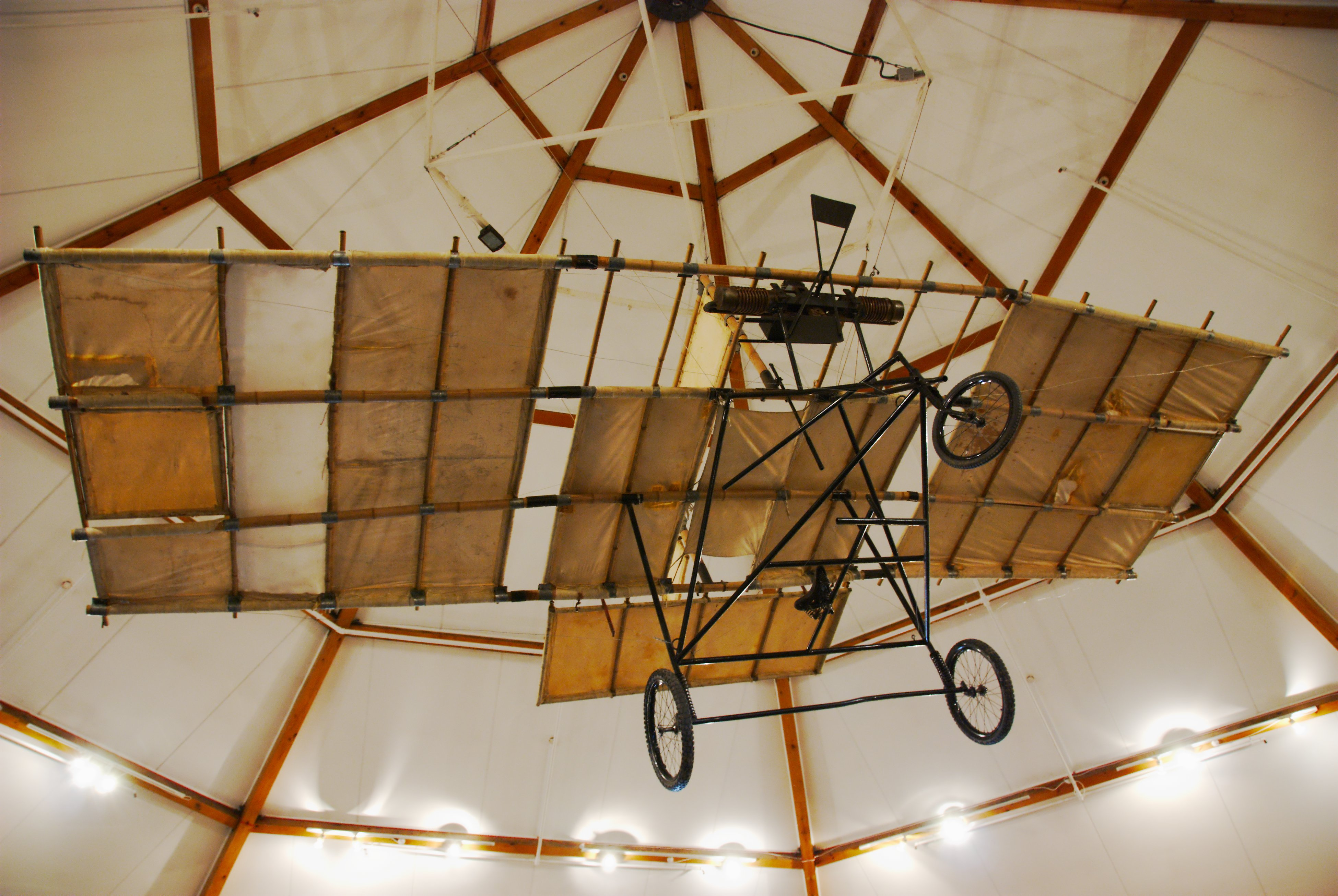
Replika samolotu Pearse’a

Richard William Pearse (ur. 3 grudnia 1877 w Temuka, zm. 29 lipca 1953 w Christchurch) – nowozelandzki pionier lotnictwa, wynalazca, farmer.
Syn imigrantów z St. Columb w Kornwalii.
Według zeznań świadków Pearse poleciał oraz wylądował maszyną cięższą od powietrza z napędem w dniu 31 marca 1903, około 9 miesięcy przed braćmi Wright. Nie ma jednak dokładnych dowodów tego wydarzenia. Pearse nie rozwijał swojego samolotu tak jak robili to bracia Wright, którzy osiągnęli trwały i kontrolowany lot. Perse nie poszukiwał rozgłosu, a brak szans na rozwój przemysłu spowodował brak zainteresowania jego wyczynem. Jego samolot konstrukcyjnie znacznie bardziej przypominał dzisiejsze maszyny niż dzieło braci Wright.
W latach 30. XX wieku mieszkał w Christchurch, gdzie tworzył kolejne wynalazki, między innymi urządzenie przypominające helikopter, który mógłby poruszać się także po ulicy i być przechowywany w garażu. Około roku 1951 zamknął się w sobie i przekonany, że zagraniczni szpiedzy chcą wykraść jego wynalazki został zamknięty w szpitalu psychiatrycznym. Badacze uważają, że wiele jego prac zostało zniszczonych w tym czasie. Pearse zmarł dwa lata później.
Od czasu jego śmierci wyświetlanych jest wiele filmów prezentujących jego osiągnięcia. Najsłynniejszym z nich jest film Petera Jacksona Forgotten Silver nakręcony w 1995.
Muzeum Transportu i Techniki w Auckland prezentuje pozostałości po jego samolocie wraz z wszystkimi częściami, które zachowały się do tego czasu.

## Lista lotów
- 31 marca 1903 – pierwszy lot z napędem – około 350 jardów (320 metrów) w linii prostej
- Marzec 1903 – lot na odległość 150 jardów (137 metrów)
- 2 maja 1903 – samolot znalazł się na wysokości ponad 4,5 metra nad ziemią
- 11 maja 1903 – Pearse wystartował z brzegu rzeki Opihi River. Po przelocie prawie 1000 jardów (914 metrów) silnik zaczął się przegrzewać i wynalazca zmuszony został do lądowania w korycie rzeki.